# Comuna Pîlîpovîci, Novohrad-Volînskîi
Pîlîpovîci (în ucraineană Пилиповицька сільська рада) este o comună în raionul Novohrad-Volînskîi, regiunea Jîtomîr, Ucraina, formată din satele Aneta, Horodîșce, Pîlîpovîci (reședința) și Stepove.

## Demografie
Componența lingvistică a comunei Pîlîpovîci
     Ucraineană (98,9%)
     Rusă (1,04%)
Conform recensământului din 2001, majoritatea populației comunei Pîlîpovîci era vorbitoare de ucraineană (98,9%), existând în minoritate și vorbitori de rusă (1,04%).